# Hooker Creek Airport
Hooker Creek Airport är en flygplats i Australien. Den ligger i kommunen Central Desert och territoriet Northern Territory, omkring 650 kilometer söder om territoriets huvudstad Darwin. Hooker Creek Airport ligger 316 meter över havet.
Trakten runt Hooker Creek Airport är nära nog obefolkad, med mindre än två invånare per kvadratkilometer..
Omgivningarna runt Hooker Creek Airport är i huvudsak ett öppet busklandskap. Genomsnittlig årsnederbörd är 684 millimeter. Den regnigaste månaden är februari, med i genomsnitt 212 mm nederbörd, och den torraste är juni, med 1 mm nederbörd.